# Nuoto ai XVII Giochi panamericani
Il nuoto ai XVII Giochi panamericani si è svolto nel complesso sportivo del Toronto Pan Am Sports Centre, a Toronto, in Canada, dal 14 al 18 luglio 2015. Per non sovrapporsi ai Campionati mondiali di nuoto 2015 che si sono tenuti a Kazan' nello stesso mese di luglio, le gare in piscina si sono disputate nell'arco di soli cinque giorni, mentre l'11 e il 12 luglio si sono disputate le 10 km di fondo femminile e maschile in acque aperte, nell'Ontario Place West Channel.
Stati Uniti, Brasile e Canada hanno lasciato poche medaglie ai nuotatori di altre nazioni, inoltre sono stati battuti la stragrande maggioranza dei record dei Giochi, con le eccezioni, in campo maschile, dei record di 50 e 100 stile libero di César Cielo Filho, primatista del mondo di quelle specialità e non presente ai Giochi, e di Thiago Pereira nei 400 sl. In campo femminile sono caduti tutti i record tranne uno, alcuni in batteria o nelle frazioni iniziali delle staffette. In particolare è caduto, ad opera di Allison Schmitt, il record più "vecchio" dei Giochi, quello dei 200 sl, che apparteneva a Cynthia Woodhead ed era stato stabilito nel lontano 1979 nell'edizione dei Giochi di Porto Rico.

## Medagliere
| #      | Nazione           | Oro | Argento | Bronzo | Totale |
| ------ | ----------------- | --- | ------- | ------ | ------ |
| 1      | Stati Uniti       | 14  | 11      | 10     | 35     |
| 2      | Brasile           | 10  | 6       | 10     | 26     |
| 3      | Canada            | 8   | 10      | 9      | 27     |
| 4      | Argentina         | 1   | 2       | 0      | 3      |
| 5      | Bahamas           | 1   | 0       | 1      | 2      |
| 6      | Venezuela         | 0   | 2       | 1      | 3      |
| 7      | Cile              | 0   | 1       | 0      | 1      |
| 7      | Giamaica          | 0   | 1       | 0      | 1      |
| 7      | Perù              | 0   | 1       | 0      | 1      |
| 10     | Ecuador           | 0   | 0       | 2      | 2      |
| 11     | Trinidad e Tobago | 0   | 0       | 1      | 1      |
| Totale | Totale            | 34  | 34      | 34     | 45     |

## Risultati

### Uomini
| Evento               | Oro | Tempo     | Argento                                                                                             | Tempo     | Bronzo                                                                                              | Tempo     |
| Stile libero         | |           | |           | |           |
| 50 m                 | Josh Schneider | 21"86     | Bruno Fratus                                                                                        | 21"91     | George Bovell                                                                                       | 22"17     |
| 100 m                | Federico Grabich | 48"26     | Santo Condorelli                                                                                    | 48"57     | Marcelo Chierighini                                                                                 | 48"80     |
| 200 m                | João de Lucca | 1'46"42   | Federico Grabich                                                                                    | 1'47"62   | Michael Weiss                                                                                       | 1'47"63   |
| 400 m                | Ryan Cochrane | 3'48"29   | Ryan Feeley                                                                                         | 3'49"69   | Leonardo de Deus                                                                                    | 3'50"30   |
| 1500 m               | Ryan Cochrane | 15'06"40  | Andrew Gemmell                                                                                      | 15'09"92  | Brandonn Almeida                                                                                    | 15'11"70  |
| Dorso                | |           | |           | |           |
| 100 m                | Nick Thoman | 53"20     | Guilherme Guido                                                                                     | 53"35     | Eugene Godsoe                                                                                       | 53"96     |
| 200 m                | Sean Lehane | 1'57"47   | Carter Griffin                                                                                      | 1'58"18   | Leonardo de Deus                                                                                    | 1'58"27   |
| Rana                 | |           | |           | |           |
| 100 m                | Felipe França | 59"21     | Felipe Lima                                                                                         | 1'00"01   | Richard Funk                                                                                        | 1'00"29   |
| 200 m                | Thiago Simon | 2'09"82   | Richard Funk                                                                                        | 2'11"51   | Thiago Pereira                                                                                      | 2'11"93   |
| Delfino              | |           | |           | |           |
| 100 m                | Giles Smith | 52"04     | Santiago Grassi                                                                                     | 52"09     | Santo Condorelli                                                                                    | 52"42     |
| 200 m                | Leonardo de Deus | 1'55"01   | Mauricio Fiol                                                                                       | 1'55"15   | Zack Chetrat                                                                                        | 1'56"90   |
| Misti                | |           | |           | |           |
| 200 m                | Henrique Rodrigues | 1'57"06   | Thiago Pereira                                                                                      | 1'57"42   | Joseph Bentz                                                                                        | 2'00"04   |
| 400 m                | Brandonn Almeida | 4'14"47   | Luke Reilly                                                                                         | 4'16"16   | Max Williamson                                                                                      | 4'16"91   |
| Staffette            | |           | |           | |           |
| 4x100 m stile libero | Brasile Matheus Santana João de Lucca Bruno Fratus Marcelo Chierighini Nicolas Oliveira* Thiago Pereira*              | 3'13"66   | Canada Santo Condorelli Karl Krug Evan Van Moerkerke Yuri Kisil Markus Thormeyer* Stefan Milošević* | 3:14.32   | Stati Uniti Josh Schneider Darian Townsend Cullen Jones Michael Weiss Michael Klueh* Eugene Godsoe* | 3'16"21   |
| 4x200 m stile libero | Brasile Luiz Altamir João de Lucca Thiago Pereira Nicolas Oliveira Henrique Rodrigues* Kaio de Almeida* Thiago Simon* | 7'11"15   | Stati Uniti Michael Weiss Michael Klueh Joseph Bentz Darian Townsend Ryan Feeley* Bobby Bollier*    | 7'12"20   | Canada Jeremy Bagshaw Alec Page Stefan Milošević Ryan Cochrane Yuri Kisil* Coleman Allen*           | 7'17"33   |
| 4x100 m misti        | Brasile Guilherme Guido Felipe França Silva Arthur Mendes Marcelo Chierighini Thiago Pereira* Felipe Lima*            | 3'32"68   | Stati Uniti Nick Thoman Brad Craig Gilles Smith Josh Schneider Eugene Godsoe* Michael Weiss*        | 3'33"63   | Canada Russell Wood Richard Funk Santo Condorelli Yuri Kisil James Dergousoff* Coleman Allen*       | 3'34"40   |
| Fondo                | |           | |           | |           |
| 10 km.               | Chip Peterson | 1:54'03"6 | David Heron                                                                                         | 1:54'07"4 | Esteban Enderica                                                                                    | 1:54'09"2 |

### Donne
| Evento               | Oro | Tempo     | Argento | Tempo     | Bronzo | Tempo     |
| Stile libero         | |           | |           | |           |
| 50 m                 | Arianna Vanderpool-Wallace                                                                                          | 24"38     | Etiene Medeiros                                                                                                 | 24"55     | Natalie Coughlin                                                                                                   | 24"66     |
| 100 m                | Chantal van Landeghem                                                                                               | 53"83     | Natalie Coughlin                                                                                                | 54"06     | Arianna Vanderpool-Wallace                                                                                         | 54"15     |
| 200 m                | Allison Schmitt | 1'56"23   | Emily Overholt                                                                                                  | 1'57"55   | Manuella Lyrio | 1'58"03   |
| 400 m                | Emily Overholt | 4'08"62   | Andreína Pinto                                                                                                  | 4'08"67   | Gillian Ryan | 4'09"46   |
| 800 m                | Sierra Schmidt | 8'27"54   | Kristel Köbrich                                                                                                 | 8'29"79   | Andreína Pinto | 8'31"08   |
| Dorso                | |           | |           | |           |
| 100 m                | Etiene Medeiros | 59"61     | Olivia Smoliga                                                                                                  | 1'00"06   | Clara Smiddy | 1'00"49   |
| 200 m                | Hilary Caldwell | 2'08"22   | Dominique Bouchard                                                                                              | 2'09"74   | Clara Smiddy | 2'11"47   |
| Rana                 | |           | |           | |           |
| 100 m                | Katie Meili | 1'06"26   | Alia Atkinson                                                                                                   | 1'06"59   | Rachel Nicol | 1'07"91   |
| 200 m                | Kierra Smith | 2'24"38   | Martha McCabe                                                                                                   | 2'24"51   | Annie Lazor | 2'26"23   |
| Delfino              | |           | |           | |           |
| 100 m                | Kelsi Worrell | 57"78     | Noemie Thomas                                                                                                   | 58"00     | Katerine Savard | 58"05     |
| 200 m                | Audrey Lacroix | 2'07"83   | Katherine Mills                                                                                                 | 2'09"31   | Joanna Maranhão | 2'09"38   |
| Misti                | |           | |           | |           |
| 200 m                | Caitlin Leverenz | 2'10"51   | Meghan Small | 2'11"26   | Sydney Pickrem | 2'11"29   |
| 400 m                | Caitlin Leverenz | 4'35"46   | Sydney Pickrem                                                                                                  | 4'38"03   | Joanna Maranhão | 4'38"07   |
| Staffette            | |           | |           | |           |
| 4x100 m stile libero | Canada Sandrine Mainville Michele Williams Katerine Savard Chantal van Landeghem Alyson Ackman* Dominique Bouchard* | 3'36"80   | Stati Uniti Allison Schmitt Amanda Weir Madison Kennedy Natalie Coughlin Katie Meili* Kelsi Worrell*            | 3'37"01   | Brasile Larissa Oliveira Graciele Herrmann Etiene Medeiros Daynara de Paula Daiane Oliveira* Manuella Lyrio*       | 3:37.39   |
| 4x200 m stile libero | Stati Uniti Kiera Janzen Allison Schmitt Courtney Harnish Gillian Ryan Amanda Weir* Kylie Stewart*                  | 7'54"32   | Brasile Manuella Lyrio Jéssica Cavalheiro Joanna Maranhão Larissa Oliveira Bruna Primati* Gabrielle Roncatto*   | 7:56.36   | Canada Emily Overholt Katerine Savard Alyson Ackman Brittany MacLean Erika Seltenreich-Hodgson* Tabitha Baumann*   | 7'59"36   |
| 4x100 m misti        | Stati Uniti Natalie Coughlin Katie Meili Kelsi Worrell Allison Schmitt                                              | 3'56"53   | Canada Dominique Bouchard Rachel Nicol Noemie Thomas Chantal van Landeghem Tera van Beilen* Sandrine Mainville* | 3'58"51   | Brasile Etiene Medeiros Jhennifer Conceição Daynara de Paula Larissa Oliveira Natalia de Luccas* Beatriz Travalon* | 4'02"52   |
| Fondo                | |           | |           | |           |
| 10 km.               | Eva Fabian | 2:03'17"0 | Paola Pérez Sierra                                                                                              | 2:03'17"0 | Samantha Arevalo                                                                                                   | 2:03'17"1 |

Legenda:

 = Record dei Giochi panamericani;  = Record americano;  = Record sudamericano;  = Record nazionale.